# Borne de Froissart
La borne de Froissart est le nom d'une propriété très générale des « sections efficaces totales » pour les collisions entre particules dans les accélérateurs.
En 1961, le physicien français Marcel Froissart démontre, parmi d'autres résultats, que la « section efficace totale » de collision de deux particules scalaires qui présentent les conditions généralement acceptées pour ce type de collision ne peut pas augmenter plus vite que le carré du logarithme de l'énergie de la collision. Cette limitation est couramment appelée « borne de Froissart », ou encore « limite de Froissart ».

Le faisceau de particules vient de la droite et traverse le plan de la particule. Dans le cercle de rayon b_{0}, la probabilité de collision peut être unité. À l'extérieur, la somme des probabilités est égale à la surface de l'anneau de rayons b_{0} et b_{0} + 1/k

Au moment où l'article cité a été écrit, les idées que l'on pouvait avoir sur le comportement de ces sections efficaces au fur et à mesure de l'accroissement des énergies des accélérateurs en construction ou en projet étaient assez floues. Cependant, comme l'auteur l'indique dans l'introduction de son article, on pouvait s'en faire une idée sommaire : on savait que les interactions nucléaires fortes sont transmises par des mésons, le plus typique, car le plus léger, étant le méson π ou pion. Une telle interaction décroît exponentiellement avec la distance, car elle se fait par « effet tunnel » : il faut en effet émettre un méson, ce qui n'est pas possible en mécanique classique, et le transporter jusqu'à la particule cible. C'est cet effet de transport qui affaiblit d'autant plus les interactions qu'elles sont à grande distance. La portée de cet affaiblissement est directement donnée par la masse m du méson. C'est comme cela que Yukawa avait donné pour la première fois une estimation de cette masse, compte tenu de la distance des interactions au sein du noyau de l'atome.
Une interaction aura donc le maximum de chances de se produire au moment où la particule incidente passe au plus près de la particule cible, à la distance b appelée « paramètre d'impact ». La probabilité d'interaction va donc être proportionnelle à la force intrinsèque de l'interaction, multipliée par une exponentielle exp(-kb), k étant relié à m. Parmi les hypothèses courantes de la physique des particules figure le fait que la force intrinsèque ne varie pas plus vite qu'une puissance limitée de l'énergie E de la particule incidente. La probabilité totale d'interaction est donc limitée par En exp(-kb), et évidemment par l'unité, pour chaque collision. Ceci définit deux zones autour de la particule cible, l'une b < b0 pour laquelle Enexp(-kb) > 1, et l'autre, celle des valeurs b > b0. Quand E augmente, b0 = n/k ln E,
où ln désigne le logarithme népérien. Pour b > b0, la probabilité est limitée par exp k(b0 - b), puisqu'elle est limitée à 1 à b = b0 et qu'elle décroît exponentiellement.
Au total, la probabilité d'une collision est limitée par la somme des probabilités dans le cercle b < b0 et en dehors. Dans le cercle, elle ne dépasse pas la surface du cercle π b0², et au dehors, on montre qu'elle vaut 2π b0/k + π/k², soit la surface d'un anneau de rayon interne b0 et de largeur 1/k, ce qui est l'ordre de grandeur attendu. Donc au total, la section efficace ne peut dépasser la surface totale du cercle et de l'anneau, soit π (b0 + 1/k)². Si b0 devient grand, la correction est négligeable, et on peut donc dire que la section efficace est limitée par π (n/k ln E)², ce qui constitue le corps de la borne de Froissart.
L'article évoque cette analogie, mais s'appuie sur une démonstration très mathématique qu'il n'y a pas lieu d'évoquer ici, d'autant plus que les fondements des théories ont beaucoup évolué depuis sa rédaction, et que la plupart des hypothèses entrant dans la démonstration sont maintenant caduques. Cependant, l'argument qualitatif donné ci-dessus reste fondamentalement valable.